# Boston-Marathon 1957
| 61. Boston-Marathon    | 61. Boston-Marathon        |
| ---------------------- | -------------------------- |
| Stadt                  | Boston, Vereinigte Staaten |
| Datum                  | 20. April 1957             |
| Distanz                | 42,195 Kilometer           |
| Sieger                 |                            |
| Männer                 | John J. Kelley (2:20:05 h) |
| ← Boston-Marathon 1956 | Boston-Marathon 1958 →     |
| Website                | Offizielle Website         |

Der Boston-Marathon 1957 war die 61. Ausgabe der jährlich stattfindenden Laufveranstaltung in Boston, Vereinigte Staaten. Der Marathon fand am 20. April 1957 statt. Die Laufdistanz betrug zum ersten Mal genau 42,195 Kilometer.
Es gewann John J. Kelley in 2:20:05 h.

## Ergebnis
| Platz | Athlet                | Land               | Zeit (h) |
| ----- | --------------------- | ------------------ | -------- |
| 01    | John J. Kelley        | Vereinigte Staaten | 2:20:05  |
| 02    | Veikko Karvonen       | Finnland           | 2:23:54  |
| 03    | Lim Chung-woon        | Südkorea           | 2:24:59  |
| 04    | Olavi-Adrian Manninen | Finnland           | 2:25:19  |
| 05    | Han Soong c.          | Südkorea           | 2:28:14  |
| 06    | Keizo Yamada          | Japan              | 2:33:22  |
| 07    | Gordon Dickson        | Kanada             | 2:37:04  |
| 08    | Nobuyoshi Sadanaga    | Japan              | 2:38:13  |
| 09    | Rodolfo Mendez Jr.    | Vereinigte Staaten | 2:39:45  |
| 10    | Aldred Confalone      | Vereinigte Staaten | 2:47:51  |